# Pia Hansen
Pia Carina Hansen (* 25. September 1965 in Ignaberga) ist eine ehemalige schwedische Sportschützin.

## Erfolge
Pia Hansen trat in Schießwettbewerben in den Disziplinen Trap und Doppeltrap an. 1999 wurde sie in Tampere im Doppeltrap Vizeweltmeisterin und feierte so ihren ersten internationalen Erfolg. Zweimal nahm sie an Olympischen Spielen teil: 2000 wurde sie in Sydney im Trap Achte, während sie im Doppeltrap mit 148 Punkten Erste und damit Olympiasiegerin wurde. Bei den Olympischen Spielen 2004 in Athen beendete Hansen beide Konkurrenzen auf einem geteilten neunten Rang. Bei Europameisterschaften gelang ihr 2004 in Nikosia im Doppeltrap der Titelgewinn, in Poussan holte sie 1999 ebenso Silber im Doppeltrap wie 2001 in Zagreb. Hinzu kamen drei Bronzemedaillen 2000 und 2002 im Doppeltrap sowie 2004 im Trap.
Hansen trat für den Hässleholmsortens JSK an. Sie ist geschieden und hat ein Kind.